# Tupolev Tu-4
Il Tupolev Tu-4 (in cirillico Туполев Ту-4, nome in codice NATO Bull - toro), è stato un bombardiere strategico postbellico dell'URSS, realizzato mediante la difficile opera di ingegneria inversa (dall'inglese reverse engineering) del B-29 Superfortress della Boeing, dato che l'autorizzazione a produrlo su licenza non venne mai accordata.

## Storia

### Sviluppo
Il progetto del Tu-4 prese vita sul finire della seconda guerra mondiale, quando (viste le capacità operative mostrate dai bombardieri strategici statunitensi nei loro raid verso il Giappone) Stalin ordinò lo sviluppo di macchine analoghe, stante il rifiuto statunitense di includere negli armamenti consegnati per effetto del Lend Lease Act i velivoli quadrimotore B-17, B-24, B-29 e C-54.
Il 31 luglio del 1944, in seguito all'avaria di uno dei motori, un B-29 dell'USAAF, proveniente dalla base cinese di Chengdu, che aveva compiuto una missione di bombardamento in territorio giapponese, fu costretto a cercare riparo in territorio alleato, dirigendosi verso i cieli dell'Unione Sovietica. Intercettato dai caccia sovietici, fu indirizzato sulla base di Vladivostok, dotata di campo d'atterraggio in erba, dove atterrò con qualche difficoltà ma senza danni.

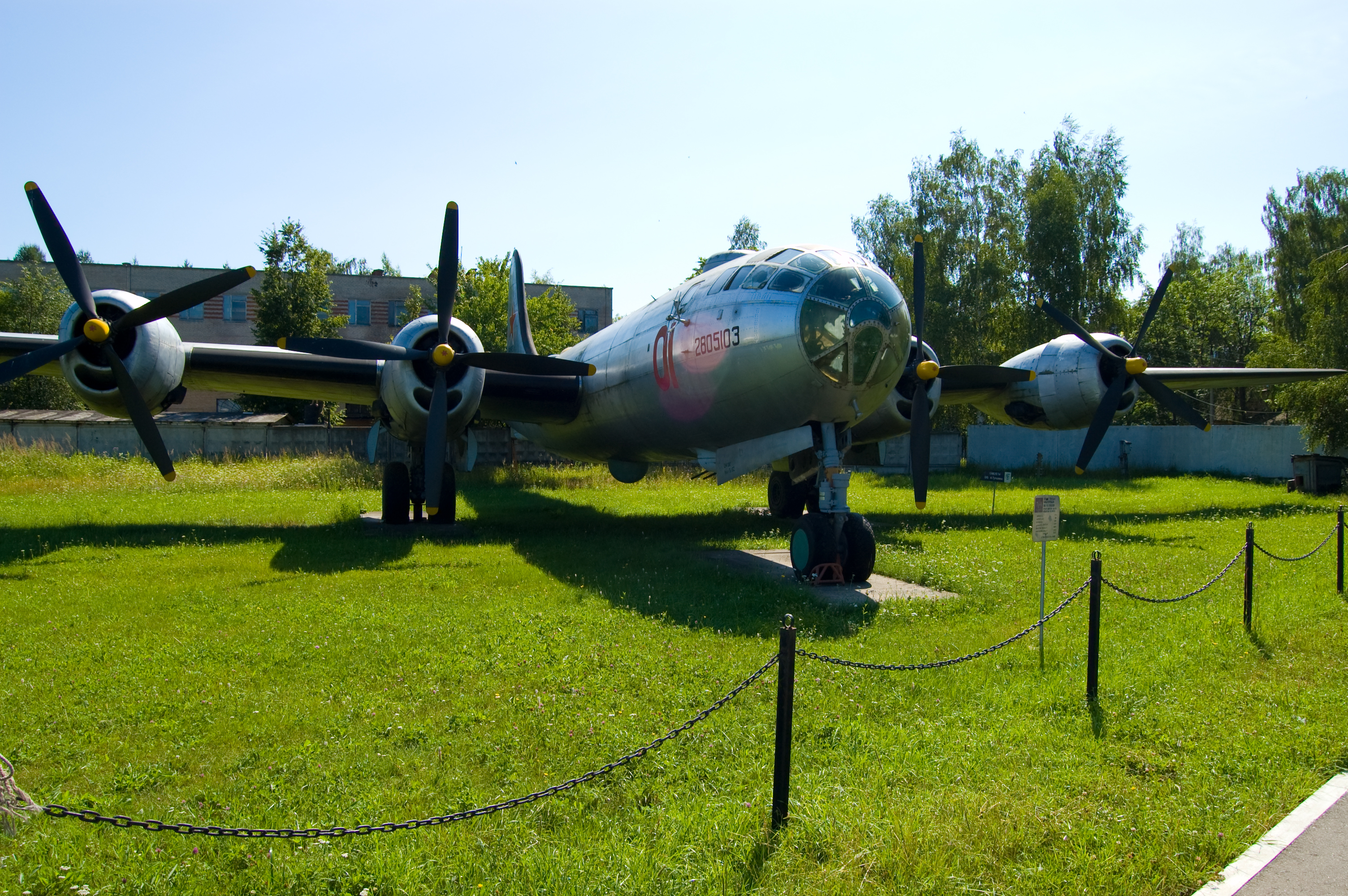
Vista frontale del Tu-4 esposto al Museo di Monino.

All'epoca l'Unione Sovietica era ancora fedele al patto nippo-sovietico di non aggressione del 1941 e decise di trattenere il bombardiere; l'equipaggio, dopo 11 infruttuosi giorni di interrogatori, fu internato per sette mesi ed infine rilasciato con un altro centinaio di aviatori costretti ad atterrare sul territorio sovietico in analoghe circostanze.
Altri due B-29 subirono la medesima sorte, sempre presso Vladivostok, e un quarto precipitò in Siberia.
Ciò consentì ai sovietici di mettere le mani su aerei e tecnologie che gli Stati Uniti non intendevano concedere: furono quindi trasferiti all'OKB n°156 (diretto da Andrej Nikolaevič Tupolev) per realizzarne una copia e finalmente dotarsi del bombardiere strategico che mancava alla VVS.
La realizzazione del Tu-4 fu assegnata all'impianto n°22 presso la città di Kazan'; al progetto furono imposti tempi strettissimi e la massima priorità: dodici mesi per la realizzazione ed altri dodici per la costruzione dei primi 20 esemplari.
Naturalmente le difficoltà non mancarono: dalla necessità di convertire tutte le misure del velivolo originario da statunitensi a metriche (con la conseguente necessità di effettuare arrotondamenti per eccesso, col rischio di insormontabili problemi di debolezza strutturale), alla componentistica, il cui sviluppo nell'Unione Sovietica era stato ritardato o bloccato nel periodo bellico, dando la priorità alla costruzione in quantità degli apparati già in uso; in sostanza in produzione non vi era nulla di paragonabile agli strumenti del B-29.
Il lavoro di riproduzione del velivolo fu organizzato smontando due velivoli originali mentre il terzo fu mantenuto intatto per le prove di volo comparative. Il programma prevedeva che qualsiasi modifica rispetto all'originale dovesse essere approvata, con frequenti rallentamenti di carattere burocratico, a volte paradossali: si dovette ottenere l'autorizzazione per installare paracadute di produzione sovietica (differenti rispetto agli originali) e per variare le frequenze dell'impianto IFF.
Ne risultò una macchina altamente innovativa per gli standard sovietici, anche se non esattamente identica all'originale; la differenza più evidente era l'assenza del tunnel pressurizzato che collegava i due scomparti (a prua e nel tronco posteriore di fusoliera) destinati all'equipaggio.
Il prototipo volò il 19 maggio del 1947 (meno di tre anni dopo il primo atterraggio del B-29 a Vladivostok) e fece mostra di sé alla parata dell'aeronautica militare di Tušino del 3 agosto: inizialmente sfilarono tre velivoli che gli osservatori occidentali valutarono essere i tre B-29 internati nel corso della guerra. La comparsa di un quarto bombardiere e di un aereo da trasporto chiaramente derivato dal Superfortress (in seguito Tupolev Tu-70) resero evidente il successo del lavoro.
La produzione in serie fu iniziata immediatamente ed il Tu-4 divenne operativo su larga scala a partire dal 1949; la sua presenza nei reparti della VVS, poiché il suo raggio d'azione consentiva di colpire città come Chicago, Los Angeles e New York (ma senza poter fare ritorno), indusse l'USAAF e la RAF a studiare tattiche di combattimento contro formazioni aeree di B-29.

### Descrizione tecnica

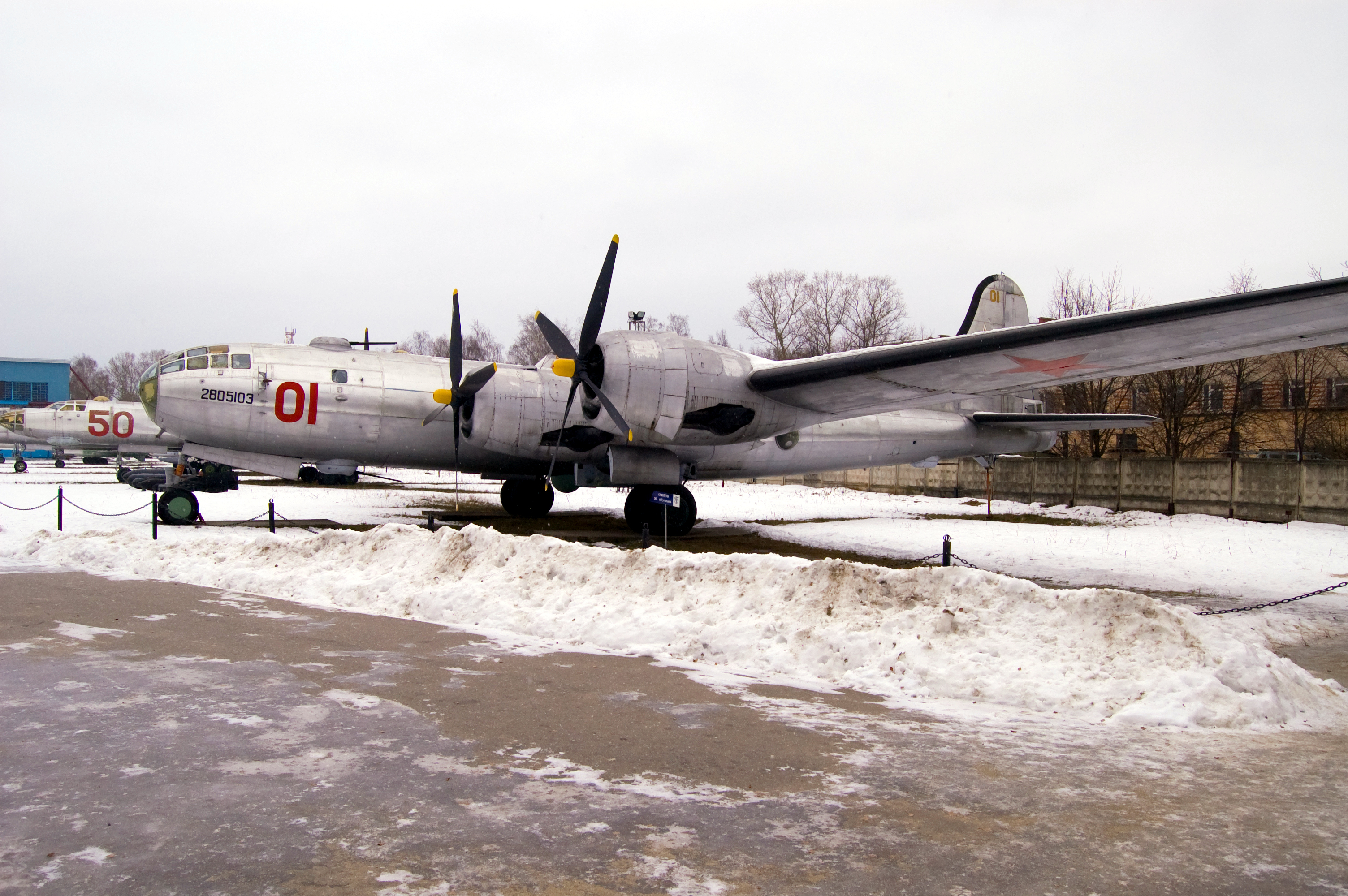
Vista laterale del Tu-4.

Tecnicamente il Tu-4 era, ovviamente, molto simile al suo progenitore diretto: ala media e fusoliera a sezione cilindrica caratterizzavano (esteriormente) i due velivoli. Al termine della complessa opera di riproduzione, il peso a vuoto del Tu-4 era di circa 35 300 kg contro i circa 33 800 della controparte originale.
Anche i motori impiegati sul Tu-4 avevano una lontana parentela con quelli del B-29: lo Shvetsov ASh-73 era infatti un radiale a 18 cilindri a doppia stella, sviluppato dal precedente Shvetsov M-25, una versione prodotta su licenza dello statunitense Wright R-1820 dal quale, a sua volta, sarebbe poi derivato il Wright R-3350 montato sul Superfortress. Lo Shvetsov ASh-73 sviluppava una potenza di 2 400 CV.
Il Tu-4 caricava bombe fino a 8 000 kg. L'armamento difensivo manteneva la disposizione in torrette controllate a distanza del B-29; inizialmente il Tu-4 mantenne le mitragliatrici, montando 10 Berezin UB calibro 12,7 mm disposte in 5 postazioni binate, ma successivamente furono prima installati 5 cannoni da 20 mm , a loro volta sostituiti con 10 armi Nudelman-Suranov NS-23 da 23 mm.
L'autonomia del Tu-4 era sufficiente solo per una missione senza ritorno negli Stati Uniti. Non una gran prospettiva, ma i sovietici non ebbero alternative almeno fino alla comparsa nel 1952 del Tupolev Tu-95.

### Impiego Operativo
Il Tu-4 entrò in servizio nei reparti della Dal'naja Aviacija, la componente strategica della VVS, ed ebbe un ruolo di primo piano nel programma nucleare militare sovietico: il 18 ottobre 1951 i sovietici effettuarono il loro primo lancio aereo di una bomba atomica, denominato RDS-3 (РДС-3 in cirillico, JOE-3 il nome in codice attribuito dagli USA).
La bomba era costituita da un nucleo di plutonio e da un guscio di uranio 235 e liberò un'energia pari a circa 30 kt; fu rilasciata da un Tu-4 appositamente modificato (designato Tu-4A) da una quota di 10 000 m e fatta detonare ad un'altezza dal suolo di 400 m nel poligono di Semipalatinsk.
Per fornire al velivolo un'autonomia transatlantica in grado di garantire il viaggio di ritorno, furono sperimentate tecniche di rifornimento in volo con l'impiego di un sistema ala-ala e della più classica sonda con terminale a cono.
Il Bull restò il principale aereo sovietico da attacco nucleare strategico per almeno 5 anni. Stando agli osservatori occidentali, ne furono prodotti tra i 400 e gli oltre 1 000 a seconda delle fonti.
Dal Tu-4 derivarono varianti minori, di cui la principale aveva capacità antinave: nota come Tu-4K imbarcava missili AS-1 Kennel e fu assegnata ai reparti della Aviacija Voenno-Morskogo Flota del Mar Nero.
Un numero non precisato di esemplari (indicati 20 in un caso e 400 in un altro) fu ceduto alla Cina nella seconda metà degli anni cinquanta. I cinesi valutarono anche la possibilità di realizzare una versione AWACS del Tu-4, dopo averlo dotato di motori turboelica. Tuttavia le apparecchiature si rivelarono troppo pesanti e l'esperimento fu abbandonato. La Cina risultava avere in servizio una quindicina di velivoli ancora nei primi anni novanta.

## Versioni
- Tu-4: la prima versione prodotta;
- Tu-4D: variante per truppe aviolanciate;
- Tu-4K: variante destinata a compiti antinave, dotata di missili AS-1 Kennel trasportati in piloni subalari;
- Tu-4N: denominazione assegnata ad alcuni esemplari trasformati in aerocisterne[9];
- Tu-4R: versione da ricognizione[9];
- Tu-4T: versione da trasporto; venne costruito un prototipo e pochissimi altri esemplari[9];
- Tu-4LL: (dal russo Leteči Laboratorij, laboratorio volante) un velivolo utilizzato per prove di valutazione di motori.

## Sviluppi correlati
Partendo dal lavoro svolto con il Tu-4, Tupolev propose alcuni progetti che, tuttavia, non ebbero alcuno sviluppo produttivo:
- Tupolev Tu-70 e Tupolev Tu-75: velivoli da trasporto;
- Tupolev Tu-80 e Tupolev Tu-85: sviluppi della cellula del Tu-4 per nuove versioni da bombardamento.

## Utilizzatori
Cina

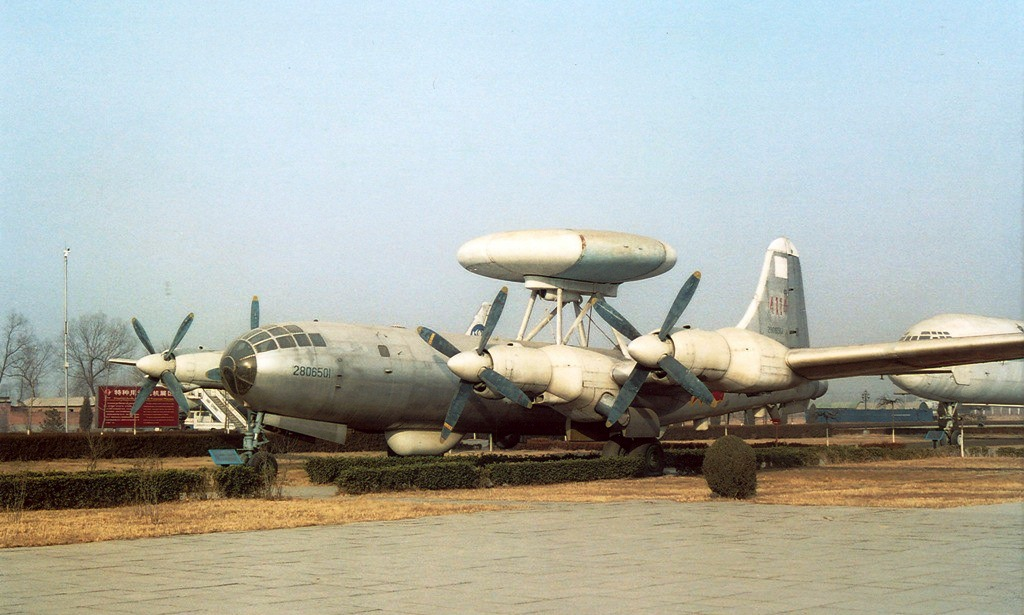
Un Tupolev Tu-4 dotato di radome per compiti AWACS esposto al Chinese Aviation Museum, non lontano da Pechino.

- Zhongguo Renmin Jiefangjun Kongjun

 Unione Sovietica
- Sovetskie Voenno-vozdušnye sily

## Modellismo
- (EN) Cutting Edge 1/72 Tu-4 Bull (B-29) AWACS Conversion, su Cybermodeler Online, http://www.cybermodeler.com. URL consultato il 24 settembre 2010 (archiviato dall'url originale il 31 maggio 2010).